# معاينة كارول
التفتيش عن كارول هي مسرحية هزليّة لدانييل جاي سوليفان، كُتبت عام 1991 عرضت على مسرح سياتل ريبيرتوري. تُعَدّ تحويرًا لمسرحية المحقق العام لنيكولاي غوغول. 
هذه المسرحية تدور حول شركة مسرح احترافية صغيرة في مدينة متوسطة الحجم. تعمل الشركة جاهدة للحفاظ على التمويل حتى عندما تتلقّى تخفيضات ماليّة. يعرفون أنه سيتم تفتيشهم من أجل الحصول على منحة. ومع تزايد الأمور التي تسير بشكل خاطئ، تحاول الشركة التعامل مع نفسها أثناء متابعة العرض.

## الشخصيّات
- ام جي: مدير المسرح عالي الكفاءة والذي يقوم أيضًا بدور مارثا كراتشت في عرض داخل عرض.
- واين: الممثّل الهاوي المخطئ بالنسبة للمفتّش. تسمح له الشركة بالقيام بأمور فظيعة لأنهم يعتقدون أنهم سيحصلون على أموال منه.
- زورا: المخرجة اللتوانيّة المجنونة: عاطفيّة جدًا، وعلى حافّة الانهيار بشكل دائم.
- لوثر: الولد الكبير جدًا للقيام بدور تايني تيم. يغادر في منتصف الطريق بعد المشهد الأول، لأنه قد قام بحجز عرض تلفزيوني.
- دوروثي: المدرب ذو اللهجة البريطانية والذي قام أيضًا بدور إيميلي كراتشت. محاولاً دفعها إلى عرضٍ ثُنائِيّ مع زوجها سيدني بدلاً من واين.
- سيدني: يلعب دور شبح جايكوب مارلي وفيزيويج. يُحدث ضجّة بسلاسله الشبحيّة باستمرار، مثل فيزيويج.
- فيل: يلعب دور بوب كراتشيت. يقع في حُب زورا بسبب علاقة عابرة.
- والتر: أوّل ممثّل أسود البشرة للشركة. لا يعرف أيًّا من سطوره. يلعب دور الأشباح الثلاثة.
- كيڤن: المخرج المالي للشركة. آكل عصبي المزاج، يحاول التملّق للمفتّش قدر الإمكان. يخاف من زورا.
- بارت: الرجل شبه المغفّل الذي يلعب كل الأدوار الذكورية الأخرى في العرض.
- لاري: يلعب دور ابينيزر سكرووج. رجل في منتصف العمر هجرته زوجته. يدفن كل هذه المشاعر وبدلاً من ذلك يثور من خلال محاولة وضع أكبر قدر من العدالة المجتمعيّة في العرض. أدّى العرض باللغة الأسبانية في العام الماضي لأنه شعر بالملل.
- بيتي: المفتّش. يشاهد المشهد الثاني الموجود على المسرح. ينسكب عليها المشروب وبالتالي تظهر مرتدية كالملكة في نهاية العرض، حيث أن هذا الزي الوحيد الذي لديهم ويناسبها.[2]